# Dorvillea erucaeformis
Dorvillea erucaeformis är en ringmaskart som först beskrevs av Anders Johan Malmgren 1865.  Dorvillea erucaeformis ingår i släktet Dorvillea och familjen Dorvilleidae. Arten är reproducerande i Sverige. Inga underarter finns listade i Catalogue of Life.